# رهبانية جديدة
الرهبانية الجديدة هي حركة متنوعة غير مقتصرة على طائفة دينية أو كنيسة معينة وتتضمن تعبيرات مختلفة عن الحياة التأملية، وتشمل المجتمعات المسيحية الإنجيلية مثل «مجتمع الطريق البسيط» و«مجتمع منزل الرطبة» وهو مجتمع متعمد يعود لمؤسسه جوناثان ويلسون هارت غروف والمجتمعات الرهبانية الأوروبية والأيرلندية الجديدة مثل تلك التي شكلتها برناديت فلانجنال، والمجتمعات الروحية مثل «مجتمع الطريق الرهباني الجديد» الذي أسسته اللاهوتية التأملية النسوية بيفرلي لانزيتا، والرهبانية الجديدة المتداخلة روحيًا مثل تلك التي طورها روري ماكنتي وآدم بوكو. تتوسع هذه المجتمعات من خلال الحكمة الرهبانية التقليدية وتترجمها إلى أشكال يمكن أن تعيش في حيوات معاصرة «في العالم».

## أشكال البروتستانتية
طور جوناثان ويلسون مفهوم ومصطلح «الرهبانية الجديدة» البروتستانتية في كتابه في عام 1998 بعنوان «العيش بوفاء في عالم مجزأ». اعتمد ويلسون بدوره على أفكار اللاهوتي ديتريش بونهوفر الذي قال في عام 1935: «إن استعادة الكنيسة ستأتي بالتأكيد فقط من نوع جديد من الرهبانية لا يجمعه أي قاسم مشترك مع النوع القديم ما عدا الافتقار التام للتسوية في حياة عيشت وفقًا للعظة على الجبل (شريعة العهد الجديد) في تعاليم المسيح». اعتمد ويلسون أيضًا على أفكار الفيلسوف ألسدير ماكنتاير. أنهى ماكنتاير كتابه بعنوان «بعد الفضيلة» مشيرًا إلى تدهور المجتمع المحلي الذي كان بإمكانه المحافظة على الحياة الأخلاقية، وذلك من خلال التعبير عن التطلع إلى «قديس بندكت آخر»، ويعني بهذا وجود شخص ما في العصر الحالي يقود عملية تجديد أخرى للأخلاق والكياسة عبر المجتمع. حدد ويلسون هذا التطلع في كتابه الخاص، ولكنه أوجز رؤية ما للمضي قدمًا في التقاليد المسيحية البروتستانتية.
اقترح ماكنتاير بعد وصفه للرؤية بأنها «رهبانية جديدة» أربع خصائص تحتاج مثل هذا النوع من الرهبانية. أولًا، ستكون «مميزة باستعادة الغاية من هذا العالم» التي كشف عنها يسوع، وتهدف إلى إنهاء التجزئة وتكريس الحياة كلها وفقًا للسيد المسيح. ثانيًا، ستكون موجهة إلى «شعب الله أجمعين» الذين يعيشون ويعملون في جميع المجالات، ولا يخلقون تمييزًا بين أولئك الذين لديهم مهن مقدسة وعلمانية. ثالثًا، ستُضبط، ليس من خلال استعادة القواعد الرهبانية القديمة، ولكن من خلال الانضباط المُبشّر الذي حققته مجموعة صغيرة من التلاميذ الذين يمارسون الإرشاد والتقويم والإصلاح المتبادلين. رابعًا، «ترسيخها من خلال التفكير والالتزام اللاهوتيين العميقين»، والذي من خلالهما يمكن للكنيسة استعادة حياتها وشهادتها في العالم.
كانت فترة منتصف عام 2004 فترة حاسمة للحركة عندما كان هناك تجمع لعدد من المجتمعات والأكاديميين الحاليين في دورهام بولاية نورث كارولينا حيث جمعوا ما يشبه «قاعدة الحياة»، والتي يشار إليها باسم «12 علامة» من الرهبانية الجديدة. جرى التجمع في مجتمع رهباني جديد يسمى «منزل الرطبة»، وكان بعض الأعضاء المؤسسين جوناثان وابنته ليا ويلسون هارت-غروف التي حفزت كتاباتها الحركة.
نشر رود درير كتابًا في عام 2017 بعنوان «خيار بندكت» بناءً على عمل ماكنتاير. يلخص الكتاب إستراتيجية للمسيحيين الغربيين للنجاة من تأثير المجتمع المعادي، ويحدد النظام والصلاة والعمل والاستقرار والمجتمع والضيافة والتوازن كأدوات للعيش حياة مسيحية. يشير درير إلى المجتمعات المتعمدة مثل كنيسة الثالوث المشيخية في شارلوتسفيل أو مجتمعات برودرهوف أو مدرسة التحويل كأمثلة على بقاء خيار بنديكت حتى اليوم.